# 春木猛
春木 猛（はるき たけし、1909年11月24日 - 1994年1月31日）は、日本の法学者。法学博士（東北大学、1962年）。
専門は国際法、国際政治学。元青山学院大学教授、元学校法人青山学院常務理事。
国際法のほか英語教授法の権威としても知られたが、1973年に教え子の女子学生を強姦したとするスキャンダルにより失脚した。

## 略歴
朝鮮生まれ。青山学院専門部卒業。東北帝国大学博士課程修了。
1933年 - オクシデンタル大学（アメリカ）歴史政治科卒業。ブラウン大学修士課程修了。
1936年 - 南カリフォルニア大学大学院政治学科博士課程修了。
1939年 - 青山学院専門部講師、日本大学講師。1945年 - 日本大学予科講師。1946年 - 日本大学旧工学部教授。
1947年～1950年 - 文化学院講師、鎌倉アカデミア教授。
1952年 - 青山学院大学教授。

## 人物
- 青山学院大学ESS（英語サークル）の6代目の部長に就任し、1932年には大学の新入生を全員ESSに加入させ、数々のスピーチコンテストで優秀な成績を収めた[2]。
- インドとの関わりが深く、マンハッタン計画に参加したインド人原子物理学者ピアラ・シン・ギル（英語版）とはアメリカ留学時代（1930年代半ば）の友人であり、ギルは回想録で春木との思い出を綴っている[3]。1942年にはインド独立運動活動家のタラク・ナス・ダス（英語版）の著作『アジア外交の展望 : 侵略より解放へ』を邦訳、1966年には来日したパール博士の通訳を務めた[4]。

## 著作・訳書
- 『アジア外交の展望―侵略より解放へ』 タラクナート・ダス著、青年書房 (1942)
- 『米人の觀る日本. アジアの再建』大衆社, 1946
- 『英語演説法概説』 コズモ出版社 (1948)
- 『A guide to the United Nations and UNESCO』 Far Eastern Trading Co (1950)
- 『英語演説の基本と実際』 英世社 (1952)
- 『アメリカ對外關係史 : 1898-1954』 F.R.ダレス 著、田村幸策と共訳、日本外政学会、1958
- 『英語弁論の基本と実際』 学文社 (1960)
- 『三国同盟の評価』 青山学院大学法学会 (1964)
- 『アジアの児童とともに―アジアのユニセフ日記』 S.M.キーニー著、日本ユニセフ協会 (1967)
- 『アジアの解決』 オーウェン・ラティモア著、青山学院大学法学会 (1970)

## スキャンダル

### 概要
教え子の女子学生を1973年2月11日に2回と2月13日に1回、計3回にわたり自らの研究室内で強姦したとして、同年3月3日、強制猥褻ならびに強姦致傷の容疑により警視庁渋谷署に逮捕された。被害者は文学部教育学科の4年生で、当時24歳。週1回おこなわれる春木のスピーチクリニックを受講していた。
春木は性的交渉の事実は認めたものの、「彼女が私に接近し誘惑した」「私は糖尿病で数年前から正常な性能力がなかったので、最終的な性交には至っていない。従って、容疑のように処女膜が破れることはない」「合意の上であり、私は陰謀に巻き込まれた」と述べ、一貫して冤罪を主張した。
しかし、東京地検は1973年3月24日に春木を起訴。1974年3月28日、東京地裁は春木に懲役3年の実刑判決を下した。ただし2月13日の件については「2度も陵辱を受けたところへ行った被害者の行動は慎重さを欠く。強姦成立は証拠不十分」として無罪になった。春木は控訴したが、東京高裁でも原審の判決が支持され、1978年7月に最高裁で上告が棄却され懲役3年の実刑判決が確定、服役した。1980年12月に八王子医療刑務所を仮出所した後は妻と別居し、新宿の2Kのアパートに独居。死の直前まで再審を要求していた。しかし、再審の機会は与えられぬまま、1994年、東京都渋谷区の知人宅で死去した。翌月には、無罪を訴える本を出版する予定だった。

### 陰謀説
被害者は2月11日の性行為の後、春木と2人でレストランで食事を共にし、帰り際には自分から握手を求めていた。また、2月14日のバレンタインデーには、自らチョコレートと手書きのカードを春木の研究室に持参しているが、同日の晩になってから母親に強姦の被害を訴えている。
2月15日には、後に「地上げの帝王」と呼ばれた早坂太吉が春木の研究室に押しかけ、強姦の事実を認めるよう春木に要求した（早坂は当時、女子学生の父親が会長を務める「モガミ総業」の社長だった）。2月17日には、女子学生の側が「慰謝料1000万円の支払いと大学の辞任」という条件を春木に提示している。
春木逮捕の約1ヶ月後、春木研究室の嘱託による「春木教授をスキャンダルに巻き込み、同教授を免職させ、（中略）同大卒業生の一掃を図る」「もって大木青学院長体制を打破する」というメモが発見された。このメモは東京地検に提出されたが、1973年4月9日、同嘱託は事件の真相の捏造を図った容疑により証拠隠滅罪で逮捕され、「催眠術師の暗示で嘘を書いた」と供述。このため、このメモは春木の公判では証拠採用されなかった。
ところが1990年には、早坂の元愛人がこの陰謀説を裏付ける証言を行っている。なお、被害者とされる女子学生は、大学卒業後、衆議院議員中尾栄一（自民党）の秘書になったが、中尾は青山学院大学出身で反春木派の教授たちや、やはり反春木派の中尾が卒業した早稲田大学大学院出身の教授たちととりわけ親密な関係だったと伝えられている。

## 参考図書
- 石川達三『七人の敵が居た』新潮社、1980年 - 裁判記録・検事調書をもとに春木事件を追った小説で、冤罪説を採る。1983年に三国連太郎主演のテレビドラマ『ザ・スキャンダル 女子大生と老教授 謎の四日間』として映像化された[13]。なお、同じドラマの翌週にはNHKでもジェームス三木脚本、小林桂樹、樋口可南子主演で連続ドラマ化（「欲望」）されており、やはり冤罪説が採られている。
- 早瀬圭一『老いぼれ記者魂 青山学院 春木教授事件四十五年目の結末』幻戯書房、2018年 ISBN 9784864881418